# Jan Kuriata (generał)
Jan Kuriata (ur. 7 grudnia 1931 w Woronówce gmina Ludwipol na Wołyniu) – generał dywizji Wojska Polskiego, wiceminister obrony narodowej ds. uzbrojenia i infrastruktury (1992–1996).

## Życiorys
Syn Gracjana, rolnika i Marceli. Jego rodzinna wieś została w 1943 spalona przez Niemców i policję ukraińską. Znajdował się wraz z rodziną w ciągłym zagrożeniu ze strony Ukraińskiej Powstańczej Armii. Po zakończeniu wojny został repatriowany wraz rodziną do wsi Milejowice w gminie Żórawina na Dolnym Śląsku.
W 1951, po ukończeniu Technikum Ekonomicznego we Wrocławiu, powołany został do odbycia zasadniczej służby wojskowej i przydzielony do szkoły podoficerskiej przy Wyższej Szkole Piechoty w Rembertowie. W tym samym roku przeniesiony został do Oficerskiej Szkoły Piechoty Nr 2 w Jeleniej Górze, którą ukończył dwa lata później, z drugą lokatą, w stopniu chorążego. Po ukończeniu szkoły oficerskiej w latach 1953–1958 był dowódcą plutonu i kompanii rozpoznawczej w 25 Batalionie Rozpoznawczym. W 1958 został dowódcą 25 kompanii rozpoznawczej 4 Dywizji Zmechanizowanej. W latach 1962–1965 studiował w Akademii Sztabu Generalnego WP. W 1965 w stopniu kapitana został skierowany do pracy w Zarządzie II Sztabu Generalnego Wojska Polskiego w Warszawie, a następnie był starszym pomocnikiem szefa wydziału w Oddziale Operacyjnym Sztabu Śląskiego Okręgu Wojskowego. Zajmował się wówczas problematyką dyslokacji wojsk okręgu oraz planowaniem przegrupowania i działań bojowych w warunkach polowych. W październiku 1971 objął stanowisko szefa sztabu 25 Pułku Zmechanizowanego 10 Dywizji Pancernej w Opolu. Rok później został dowódcą tego pułku. W latach 1972–1975 studiował w Wojskowej Akademia Sztabu Generalnego Sił Zbrojnych ZSRR im. K.J. Woroszyłowa w Moskwie.
Po powrocie do kraju w latach 1975–1977 był szefem sztabu 4 Dywizji Zmechanizowanej, a w latach 1977-1979 szefem Oddziału Operacyjnego - zastępcą szefa sztabu Pomorskiego Okręgu Wojskowego w Bydgoszczy. W lipcu 1978 został dowódcą 12 Dywizji Zmechanizowanej im. Armii Ludowej w Szczecinie.
Na mocy uchwały Rady Państwa PRL z 9 października 1980 otrzymał awans na stopień generała brygady. Nominacje otrzymał 11 października 1980 w Belwederze z rąk przewodniczącego Rady Państwa PRL prof. Henryka Jabłońskiego. W październiku 1980 został szefem sztabu - zastępcą dowódcy Śląskiego Okręgu Wojskowego, a w maju 1983 szefem sztabu – zastępcą dowódcy Warszawskiego Okręgu Wojskowego. 17 października 1984 przejął od gen. dyw. Henryka Rapacewicza obowiązki dowódcy Śląskiego Okręgu Wojskowego. Na mocy uchwały Rady Państwa PRL z 26 września 1985 otrzymał awans na stopień generała dywizji. Nominacje otrzymał 10 października 1985 w Belwederze z rąk przewodniczącego Rady Państwa PRL prof. Henryka Jabłońskiego. 19 października 1987 przekazał dowodzenie Śląskim Okręgiem Wojskowym gen. bryg. Henrykowi Szumskiemu.
28 października 1987 objął stanowisko dowódcy Warszawskiego Okręgu Wojskowego (po gen. dyw. Jerzym Skalskim). Stanowisko to pełnił do 4 listopada 1989, kiedy to został powołany przez Prezydenta PRL na stanowisko Głównego Kwatermistrza Wojska Polskiego. 12 października 1992 zakończył zawodową służbę wojskową i przeszedł w stan spoczynku.
13 października 1992 na wniosek ministra obrony narodowej Janusza Onyszkiewicza premier Hanna Suchocka powołała go na stanowisko wiceministra obrony narodowej ds. uzbrojenia i infrastruktury. 16 kwietnia 1996 na własną prośbę odszedł na emeryturę.

## Wykształcenie wojskowe
- 1962–1965 Akademia Sztabu Generalnego w Warszawie
- 1972–1975 Wojskowa Akademia Sztabu Generalnego Sił Zbrojnych ZSRR im. K.J. Woroszyłowa

## Życie prywatne
Mieszka we Wrocławiu. Żonaty z Heleną, dwie córki.

## Działalność agenturalna
Według materiałów zgromadzonych w archiwum Instytutu Pamięci Narodowej był w latach 1952-1959 tajnym współpracownikiem (tajnym informatorem) i nieoficjalnym pracownikiem Informacji Wojskowej oraz Wojskowej Służby Wewnętrznej o pseudonimie "Tygrys".

## Odznaczenia
- Krzyż Oficerski Orderu Odrodzenia Polski (1982)
- Krzyż Kawalerski Orderu Odrodzenia Polski (1974)
- Order Sztandaru Pracy II klasy (1989)
- Złoty Krzyż Zasługi (1962)
- Medal 30-lecia Polski Ludowej
- Medal 40-lecia Polski Ludowej
- Złoty Medal "Siły Zbrojne w Służbie Ojczyzny" (1973)
- Srebrny Medal "Siły Zbrojne w Służbie Ojczyzny"
- Brązowy Medal "Siły Zbrojne w Służbie Ojczyzny"
- Złoty Medal "Za zasługi dla obronności kraju" (1978)
- Srebrny Medal "Za zasługi dla obronności kraju"
- Brązowy Medal "Za zasługi dla obronności kraju"
- Medal "Za umacnianie przyjaźni Sił Zbrojnych" I stopnia (CSRS)
- Medal "Za Umacnianie Przyjaźni Sił Zbrojnych" III stopnia (ČSSR, 1972)[4]
- Order Czerwonej Gwiazdy (CSRS, 1985)[5]
- Medal 70-lecia Sił Zbrojnych ZSRR (ZSRR, 1988)[6]
- radziecki, węgierski i niemiecki (NRD) Medal Braterstwa Broni
- inne medale